# 파올로 소렌티노
파올로 소렌티노 (Paolo Sorrentino, 이탈리아어: [ˈpaːolo sorrenˈtiːno], 1970년 5월 31일 ~ )는 이탈리아의 영화 감독, 영화 각본가이다.

## 작품 목록

### 영화
- 《엑스트라 맨》 (L'uomo in più, 2001)
- 《사랑의 결과》 (Le conseguenze dell'amore, 2004)
- 《패밀리 프렌드》 (L'amico di famiglia, 2006)
- 《일 디보》 (Il Divo, 2008)
- 《더 그레이트 뷰티》 (La grande bellezza, 2013)
- 《유스》 (La giovinezza, 2015)
- 《그때 그들》 (Loro, 2018)
- 《신의 손》 (È stata la mano di Dio, 2021)
- 《파르테노페》 (Parthenope, 2024)

### 텔레비전
- 더 영 포프 (2016)
- 더 뉴 포프 (2019)